# يوبين
يوبين (بالكورية: 유빈)‏ (من مواليد 04 أكتوبر 1988 في غوانغجو، كوريا الجنوبية) هي مغنية كورية جنوبية بدأت مسيرتها الفنية عام 2007. وهي عضوة في فرقة وندر قيرلز. وهي أيضا راقصة وعارضة أزياء وممثلة ومغنية راب وشاعرة غنائية.

## روابط خارجية
- يوبين على موقع IMDb (الإنجليزية)
- يوبين على موقع ميوزك برينز (الإنجليزية)
- يوبين على موقع ديسكوغز (الإنجليزية)
- يوبين على موقع قاعدة بيانات الفيلم (الإنجليزية)
- يوبين على موقع كينوبويسك (الروسية)